# Moulin Koba-Errota

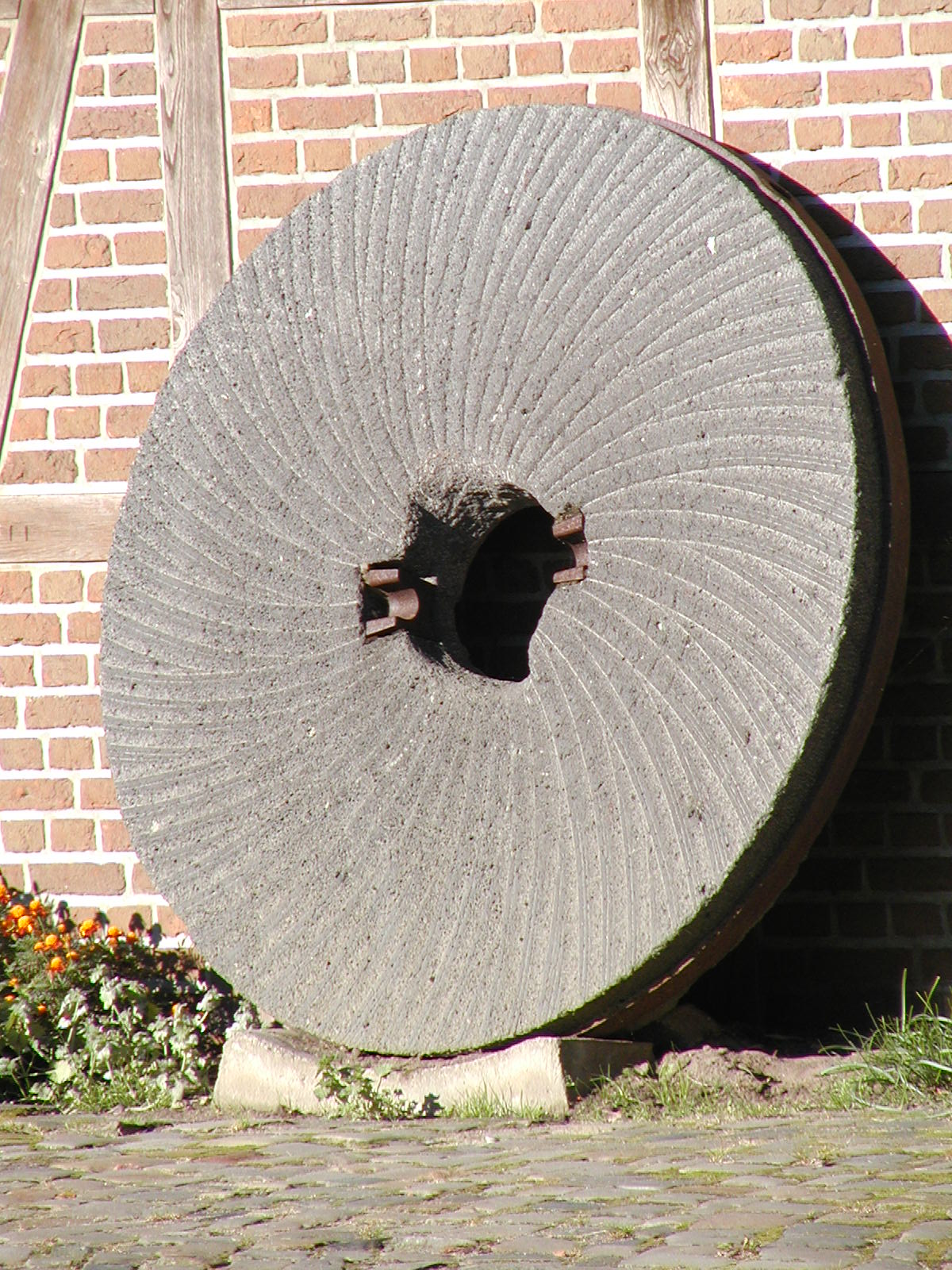
Une pierre de meule

Le moulin de Koba-Errota se situe sur la rive gauche de la Ria de Guernica, dans le Quartier d'Ozollo de Gautegiz Arteaga (Biscaye, Espagne). Actuellement, c'est une construction située dans le bord même de la rivière, avec un réservoir énorme derrière pour contenir les eaux des inondations et celles apportées par un petit cours d'eau qui descend depuis Elejalde de Gautegiz,.
Le bâtiment se situe sur les mêmes conduites forcées ou vannes de sortie de l'eau avec ses éléments métalliques de fermeture et dans son intérieur, au rez-de-chaussée, on conserve la seule paire de  pierres, des trois originales qu'a possédées ce moulin de roue horizontale, avec des couvertures, trémie et  tour. Le reste des pierres à moudre et les turbines en pierre taillée sont également conservées dans le moulin, hors de leur situation originale puisqu'elles ont été démontées durant les années postérieures à la  guerre civile.
Selon la documentation dont dispose la propriété, ce moulin a été construit en 1683 sur ordre des Seigneurs de la maison Fuerte de Arteaga dans des terrains de cette propriété et on a établi une relation de loyer avec les  meuniers, on sait avec certitude les transmissions postérieures qu'a eues cette propriété. On lui a donné le nom de Koba-Errota du fait qu'il est alimenté avec le flux des marées et par de l'eau d'une source d'eau douce qui vient depuis Elejalde de Gautegiz à travers une grotte.
Les fondations du bâtiment du moulin sont faites en maçonnerie et servent de paroi de retenue des eaux du barrage, nécessaires pour son fonctionnement. Le mur de retenue, qui est prolongé de quelque cinquante mètres, est construit en maçonnerie protégée avec de la terre.
Le réglage de la hauteurs d'eau contenue est effectué au moyen de trois vannes situées sous le moulin, qui sont entraînées à partir de ce dernier, ainsi qu'une quatrième vanne qui permet l'entrée de l'eau de mer avec la montée de la marée et qui empêche la sortie.
Dans la paroi de maçonnerie, se trouve une vanne qui fonctionne comme un déversoir de barrage. Le fonctionnement du moulin s'effectue par le passage des eaux retenues. Cette eau vient de deux sources différentes qui sont :
- Eaux douces de la source de Koba, totalement acheminée et artificiellement jusqu'au moulin.

- Des eaux de mer, de la marée, dans les fortes marées, les eaux marines dépassent le niveau de sortie de la dite source, située en fin de barrage.

Avec cette eau et par la mise en marche nécessaire des vannes on arrive à obtenir la capacité maximale du barrage.
La longueur totale du canal dépasse les 1 000 m de longueur dans son axe. La zone correspondant au barrage occupe des terrains marécageux et le canal qui unit la source de Koba avec le bâtiment du moulin a été effectué en profitant des diverses entrées d'eau, au moyen d'ouvrages artificiels nécessaires qui retiennent ou acheminent les eaux pour l'utilisation et le fonctionnement du moulin.
Ces ouvrages artificiels ont été effectuées avec des moyens rudimentaires disponibles à l'époque, exécutant un canal sur la base de caissons de terre. Ces caissons sont plus élevés que les terrains limitrophes de sorte qu'ils puissent toujours stocker une quantité fixe d'eau indépendamment du niveau de la marée. Il existe un système de drainage des terrains supérieurs à la retenue, qui passent sous celle-ci, sur la base de tubes et de vannes (à l'origine faits avec des pièces de bois), qu'empêchent l'accès de l'eau salée sur ces terrains.
Bien que profitant des canaux existants pour retenir l'eau, il existe des déviations clairement artificielles sans lesquelles tant les eaux douces que salées seraient perdues par le marais. Dans la grotte de la source il existe une canalisation effectuée avec de grandes lauzes qui constitue le début de la canalisation de l'eau du barrage jusqu'au moulin.
Les machines du moulin correspondent à un moulin de rouet horizontal, formée par les pièces suivantes :
- Roue de moulin supérieur: c'est la roue de pierre qui tourne propulsée par l'axe auquel il est uni au moyen d'un enrôlement[3], crochet, situé dans le centre de cette dernière.

- Roue de moulin inférieur: c'est la roue de pierre qui est fixe, est taillée sur sa partie supérieure avec des canaux pour l'évacuation de la farine.

- Axe: bois solide et fer forgé, il transmet la force motrice depuis la turbine jusqu'à la roue de meule supérieure. Le fer est introduit dans l'axe de bois longitudinalement par le centre de ce dernier par pression, et fixé par un cercle de fer. Dans la partie inférieure de l'axe se la turbine qui est suspendue sur l'eau à travers l'axe.

- Turbine: dans ce cas c'est une pierre en grès taillée d'une seule pièce, sa fonction est de profiter de la force hydraulique et de la transformer en force motrice. Le trou central où il est uni avec l'axe est carré, cette union est fixée au moyen de coins métalliques ou de bois.

- Frein: vis sans fin activée depuis l'étage supérieur du moulin, sa fonction varie la distance relative entre les deux pierres du moulin pour changer la qualité de la  mouture, ainsi qu'accélérer ou freiner définitivement la turbine.

- Grue: bras giratoire de bois avec des crochets métalliques qui permettent de démonter le moulin, en déplaçant la pierre supérieure.

- Trémie: réservoir pour le grain à moudre.

- Doseur: il fournit les grains précis pour le fonctionnement adéquat du moulin.

- Bras doseur : il décale les grains qui se trouvent dans le doseur pour qu'ils tombent au moulin, s'effectue par la rotation de la pierre supérieure du moulin, qui adapte le dosage au rythme de rotation.

- Couverture du moulin : formée par la couverture inférieure, une caisse fixe de la pierre inférieure et les couvertures supérieure, celle-ci étant amovible.

- Tamis: il tamise la farine une fois broyée.

- Makila : tiroir de bois où on rassemble la quantité de farine qui équivaut au service rendu par le meunier. (Ne pas confondre avec le fameux bâton basque)

Le bâtiment du moulin Koba-errota est une construction humble, de structure bois dans des étages et de la couverture et murs de charge périmétrales. Il est organisé sur deux étages et une cave (estolda et turbines). Au rez-de-chaussée se trouve la machinerie du moulin qui subsiste encore. Jusqu'aux années quarante, il a existé anciennement deux autres roues de moulin. Dans cet étage on faisait une cuisine originale consistant en un feu, au fond de ce séjour commun, le hall des animaux. L'étage supérieur est destiné au logement.
On a ajouté à l'extérieur un porche en bois, qui couvre l'accès du bâtiment, on a également construit des remplissages artificiels près des estoldas de sorte que la construction gagne un peu de terrain sur la Ria, entre ces remplissages a été construite une passerelle de béton adossée au bâtiment qui est soutenu sur un pilier de béton placé entre les arcs des estoldas.